# Igor Tomašić
Igor Tomašić (*Kutina, Croacia, 14 de diciembre de 1976), exfutbolista croata, con nacionalidad búlgara. Jugó de defensa.

## Selección nacional
Ha sido internacional con la Selección de fútbol de Bulgaria, ha jugado 18 partidos internacionales.

## Clubes
| Club                    | País         | Año       |
| ----------------------- | ------------ | --------- |
| Dinamo Zagreb           | Croacia      | 1995-1997 |
| Roda JC                 | Países Bajos | 1997-1999 |
| MVV Maastricht          | Países Bajos | 1999-2000 |
| Roda JC                 | Países Bajos | 2000-2002 |
| Racing Genk             | Bélgica      | 2002-2003 |
| Hapoel Petah-Tikvah     | Israel       | 2003-2005 |
| Levski Sofia            | Bulgaria     | 2005-2008 |
| Maccabi Tel Aviv FC     | Israel       | 2008-2010 |
| Kavala FC               | Grecia       | 2010-2011 |
| Anorthosis Famagusta FC | Chipre       | 2011-2012 |